# Scytodes lycosella
Scytodes lycosella là một loài nhện trong họ Scytodidae.
Loài này thuộc chi Scytodes. Scytodes lycosella được William Frederick Purcell miêu tả năm 1904.